# Госвин фон Спонхайм
Госвин фон Спонхайм (на немски: Goswin von Sponheim; Goswin von Veldenz; * ок. 1090; † сл. 1124) от род Спанхайми е граф на Велденц, фогт на манастир Спонхайм.

## Фамилия
Госвин се жени за фон Флонхайм, дъщерята на Емихо фон Флонхайм († сл. 1108), граф на Флонхайм, Лайнинген, Шмидтбург, Валдграф, и съпругата му Хицеха. Тя е сестра на граф Емих I фон Лайнинген († 1117).
Госвин има двама сина:
- Емихо I († ок. 1140), вилдграф, граф на Кирбург, Шмидтбург, Баумберг и Флонхайм (1086 – 1113)
- Герлах I († пр. 1141), граф на Велденц (1112 – 1146), женен за Цецилия от Тюрингия († 1141), дъщеря на Лудвиг Скачащия от род Лудовинги